# Ваньковское сельское поселение
Ваньковское се́льское поселе́ние —  бывшее муниципальное образование в Чайковском муниципальном районе Пермского края Российской Федерации.
Административный центр — село Ваньки.

## История
Статус и границы сельского поселения установлены Законом Пермской области от 9 декабря 2004 года № 1890-413 «Об утверждении границ и о наделении статусом муниципальных образований административной территории города Чайковского Пермского края»
Упразднено в 2018 году вместе с другими поселениями муниципального района путём их объединения в Чайковский городской округ.

## Население
| 2010  | 2012  | 2013  | 2014  | 2015  | 2016  | 2017  |
| ----- | ----- | ----- | ----- | ----- | ----- | ----- |
| 2048  | ↗2134 | ↗2201 | ↘2163 | ↘2124 | ↘2110 | ↘2072 |
| 2018  |       |       |       |       |       |       |
| ↘2046 |       |       |       |       |       |       |

## Состав сельского поселения
| № | Населённый пункт | Тип населённого пункта       | Население |
| - | ---------------- | ---------------------------- | --------- |
| 1 | Аманеево         | деревня                      | 77        |
| 2 | Ваньки           | село, административный центр | 553       |
| 3 | Вассята          | село                         | 771       |
| 4 | Векошинка        | деревня                      | 49        |
| 5 | Засечный         | деревня                      | 251       |
| 6 | Моховая          | деревня                      | 69        |
| 7 | Опары            | деревня                      | 80        |
| 8 | Степаново        | деревня                      | 198       |